# Șeptakî, Novhorod-Siverskîi
Șeptakî (în ucraineană Шептаки) este localitatea de reședință a comunei Șeptakî din raionul Novhorod-Siverskîi, regiunea Cernihiv, Ucraina.

## Demografie
Componența lingvistică a localității Șeptakî
     Ucraineană (57,28%)
     Rusă (42,57%)
     Alte limbi (0,16%)
Conform recensământului din 2001, majoritatea populației localității Șeptakî era vorbitoare de ucraineană (57,28%), existând în minoritate și vorbitori de rusă (42,57%).